# Matureivavao
Matureivavao (lub Maturei Vavao) – największy atol grupy Actéon należącej do archipelagu Tuamotu w Polinezji Francuskiej. Wyspa została odkryta 5 lutego 1605 roku przez Pedro Fernándeza de Quirós.